# Sœurs ouvrières de la Sainte Maison de Nazareth
Les sœurs ouvrières de la Sainte Maison de Nazareth (en latin : Congregatio Sororum Operariarum a S. Domo Nazaretana) sont une congrégation religieuse de droit pontifical particulièrement vouée au monde du travail.

## Historique
Pour empêcher ses jeunes paroissiens de quitter le pays pour chercher un emploi dans les villes, le père Arcangèle Tadini (1846-1912) ouvre en 1898 à Botticino une usine textile et un internat. Il essaye de confier la gestion de l'œuvre à des religieuses mais ne trouve pas de congrégation prêts à ouvrir une succursale à Botticino.
Sur la suggestion du jésuite Maffeo Franzini, Tadini crée une nouvelle congrégation qu'il appelle ouvrières de la Sainte Maison de Nazareth pour l'aide morale et technique des ouvriers, Tadini essaye également de créer un institut masculin (les pères Luigini) mais échoue dans sa tentative.
L'institut est reconnu de droit diocésain le 30 novembre 1931 par Giacinto Gaggia (it), évêque de Brescia, il reçoit le décret de louange le 12 janvier 1953 et ses constitutions religieuses sont définitivement approuvées par le Saint-Siège le 16 mars 1962.

## Activités et diffusion
Les sœurs ouvrières exercent leur apostolat par l'aide envers les ouvriers dans les usines et par la création de cantines, de dispensaires, de jardins d'enfants et de divers projets de protection sociale pour travailleurs, elles sont aussi actives dans les missions.
Elles sont présentes en :
- Europe : Italie, Royaume-Uni, France.
- Amérique : Brésil.
- Afrique : Burundi.

La maison-mère est à Brescia.
En 2017, la congrégation comptait 199 sœurs dans 27 maisons.